# Berbeři

Berberská etnická vlajka
Poměr stran: 2:3

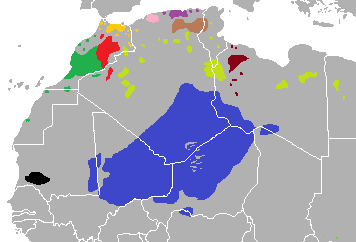
Rozšíření berberských jazyků v severní Africe dnes

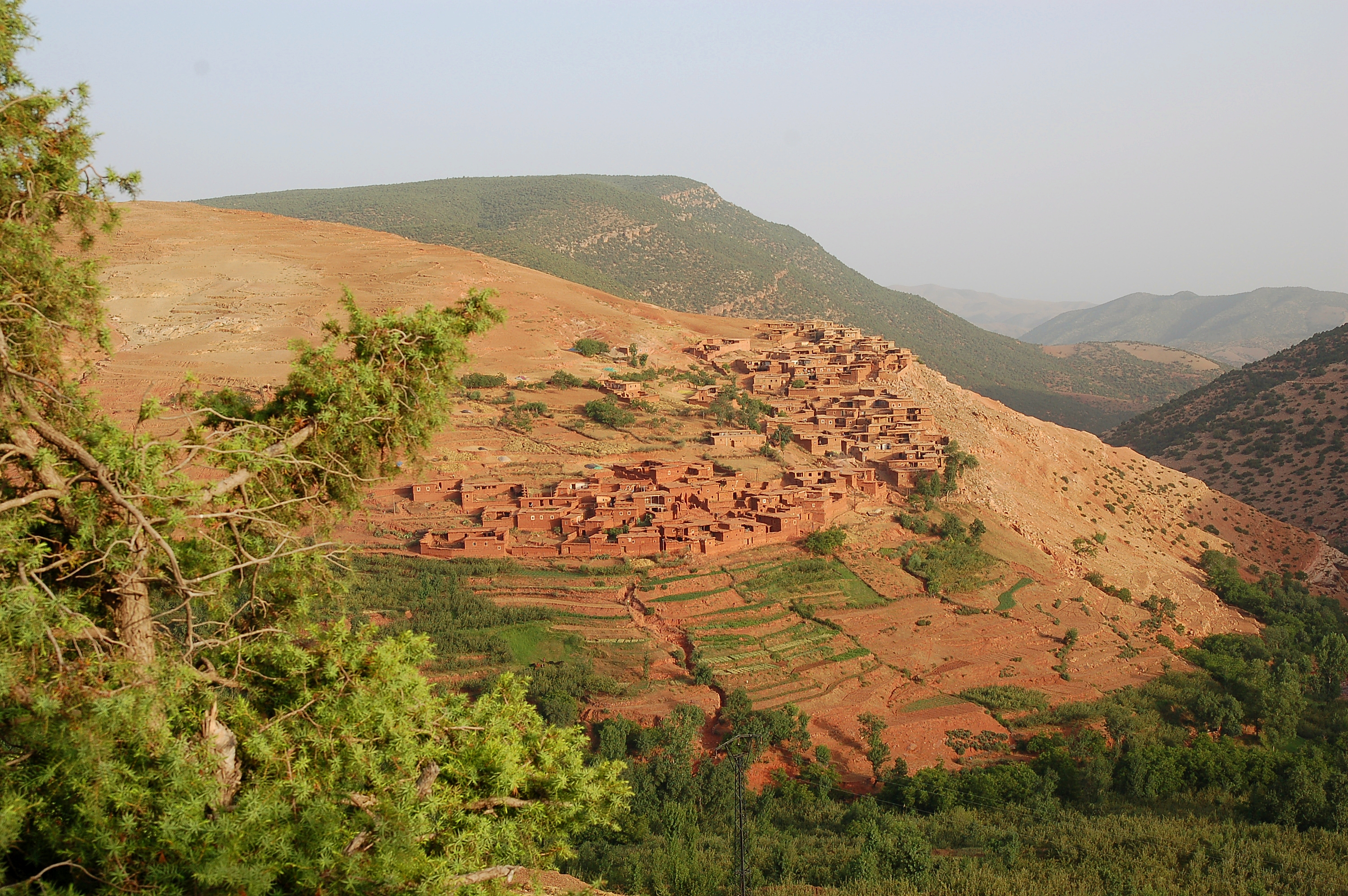
Vesnice Berberů v pohoří Atlas v Maroku

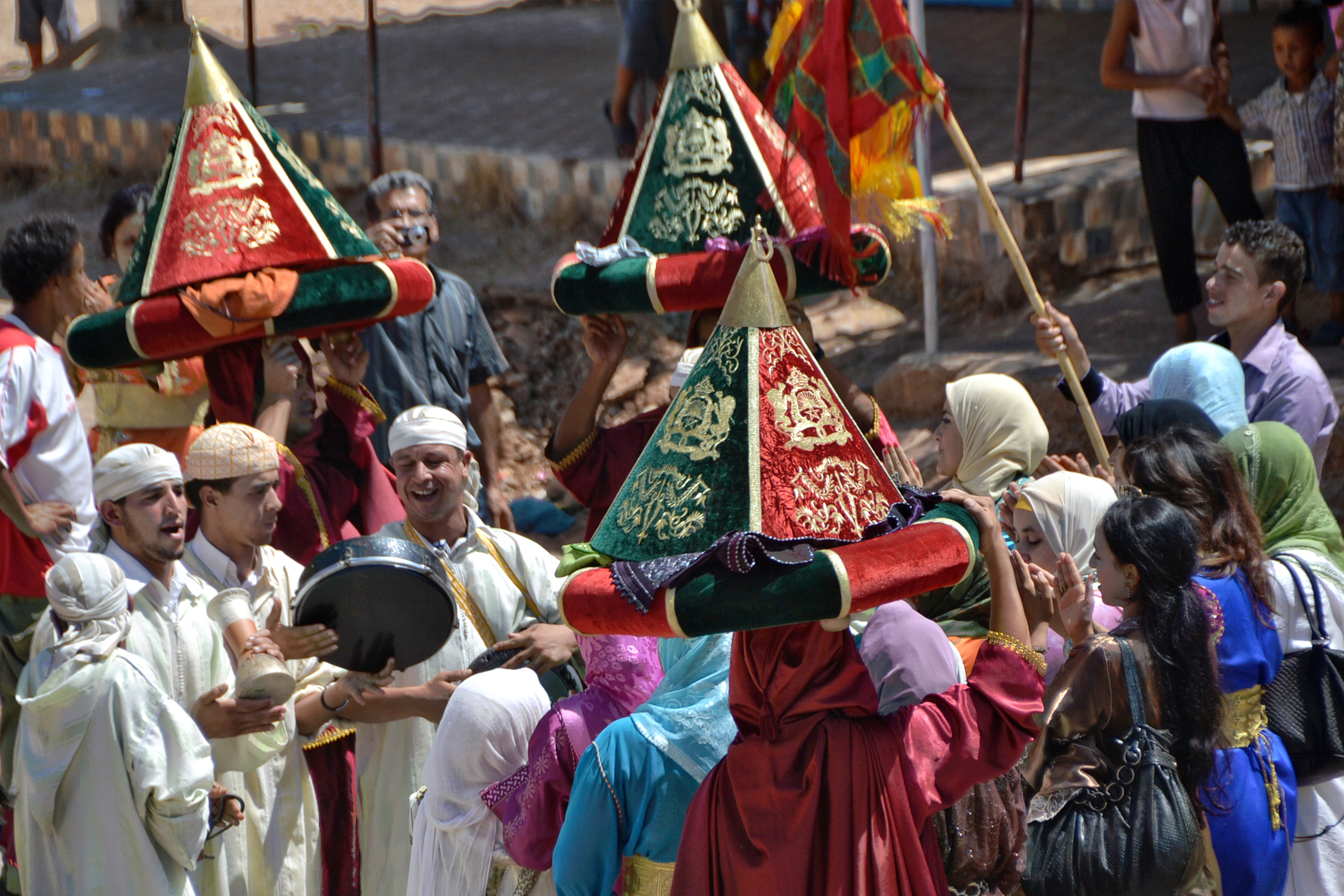
Berberská svatba v Maroku

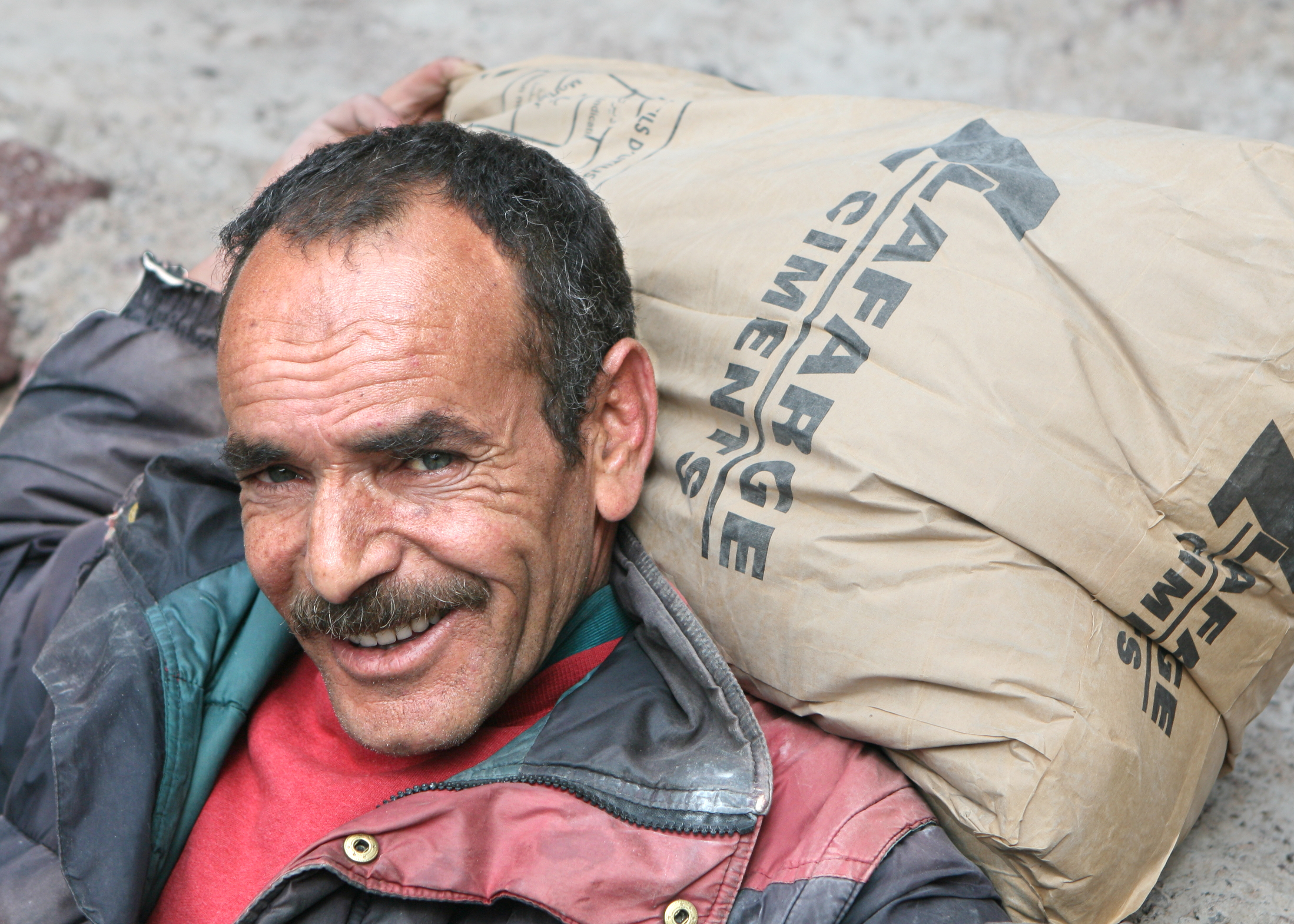
Berber z Maroka

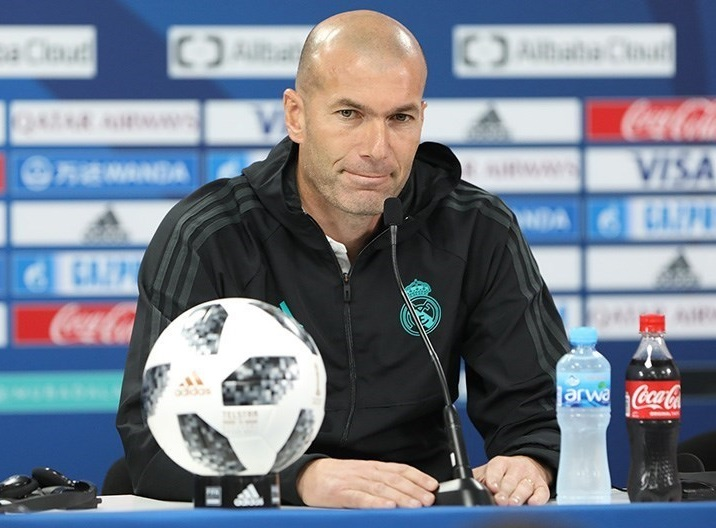
Fotbalista Zinédine Zidane se narodil v kabylské rodině z Alžírska

Berbeři (berbersky ⵉⵎⴰⵣⵉⵖⵏ Imaziɣen, j.č.: ⴰⵎⴰⵣⵉⵖ Amaziɣ/Amazigh) je souhrnné označení pro africké národy v severní Africe. Jejich předkové obývali souvislý pás území od Kanárských ostrovů přes Maroko až k údolí Nilu v Egyptě. Už ve starověku vybudovali transsaharský obchodní systém, který se opíral o karavanní cesty, ksary a kasby. 

## Jazyky
Historicky Berbeři mluví berberskými jazyky.

## Dějiny
Numidie byla starověkým berberským královstvím v severní Africe, které se později stalo římskou provincií. Numidský král Jugurtha byl velkým nepřítelem Říma, se kterým vedl vleklou válku. Pod římskou nadvládou byly berberské elity romanizovány a část Berberů přijala křesťanství. Mezi Berbery se rozšířila křesťanská sekta donatistů. Berberského původu byli římský císař Macrinus, římský filozof Lucius Apuleius, papež Viktor I. nebo Svatý Augustin. Po pádu Římské říše vznikla v Severní Africe křesťanská berberská království, například Altava.
Guančové, kteří byli původními obyvateli Kanárských ostrovů, byli příbuznými Berberů. Jejich etnikum bylo od konce 15. století asimilováno španělskými osadníky, a vytvořili tak základ dnešního obyvatelstva Kanárských ostrovů. 
V 7. století vlivem arabské islámské expanze a v 11. století po masové migraci beduínů z Arabského poloostrova byli zatlačeni do hornatého vnitrozemí a saharských oáz. V Severní Africe vypuklo několik povstání proti arabské nadvládě, ale postupně většina Berberů konvertovala k islámu. V 11. až 15. století vládly v Maroku a Al-Andalusu (Španělsku) berberské dynastie Almorávidé, Almohadové a Marínovci.
Kabylie v severním Alžírsku byla dobyta francouzskou armádou v letech 1854–1857, a to i přes silný odpor berberských Kabylů. Po kabylském povstání v roce 1871 byla část území vzpurných kmenů zkonfiskována a předána francouzským osadníkům, kteří se stali známými jako pieds-noirs.
Berberští Rífové ve Španělském Maroku pod vedením Abd al-Karíma vyhlásili v roce 1921 Rífskou republiku, ale jejich povstání bylo potlačeno francouzskými a španělskými vojsky v rífské válce, která probíhala v letech 1920 až 1927.
Berbeři dnes žijí především v Maroku, Alžírsku, Tunisku, Mali a Nigeru; malé berberské enklávy jsou také v Libyi a Egyptě (oáza Síwa).

## Náboženství
V moderní době je většina Berberů muslimského vyznání, existuje rovněž malá křesťanská menšina. Kult předků je však nadále spojujícím prvkem.
Tradiční berberské náboženství je starobylý systém zahrnující rozličné lokální náboženské kulty, víru v množství božstev i kult předků (rovněž víru v posmrtný život). Objevuje se uctívání Slunce i Měsíce (zde patrně vliv egyptského náboženství). V pozdějším vývoji je doložen vliv punského náboženství, židovství, iberské mytologie a helénských náboženství. 

Archeologické výzkumy dokazují zajímavou kulturu pohřbívání: Těla zemřelých byla natírána okrem, někteří byli uloženi se skořápkami pštrosích vajec, někdy i se šperky a zbraněmi. Těla se do hrobky ukládala v prenatální poloze lidského plodu. Některé berberské skupiny své mrtvé mumifikovaly, a to zejména  klany obývající Kanárské ostrovy, ovšem nálezy jsou i z pevniny. Zatím nejstarší mumie připisovaná tehdejším Berberům je mumie objevená v Libyi profesorem Fabriziem Morim z University of Rome v roce 1958. Nález je datován přibližně do roku 3500 př. n. l. 

Kult předků, doložený už Hérodotem obsahuje uctívání zemřelých jako božstev, při nich přísahali, s nimi se radili. Zemřelý sloužil také jako orákulum: Po vyslovení prosby přespal tázající se v hrobce, kde ve snu očekával předkovu odpověď. Kult předků zahrnoval rovněž kult významných náčelníků a panovníků. Hrobky panovníků patří mezi nejhodnotnější památky starověkých Berberů. Z původně jednoduchých hrobek se později v případě významných lidí staly velké pyramidální hrobky výšky až 30 metrů. 

Doložena je rovněž víra v posmrtný život. V mýtech se vyskytují také obři. V berberském panteonu se objevuje také Baal, Anat a Tanit. Celkově se tak jedná o komplex náboženských systémů.